# Morsay
Morsay (prononcé /mɔʁsaj/) de son vrai nom Mohamed Mehadji, né le 19 août 1979 à Beaumont-sur-Oise dans le département du Val-d'Oise, est un rappeur, vidéaste, réalisateur, scénariste et acteur, initialement connu pour ses clips provocateurs publiés sur Internet.

## Biographie

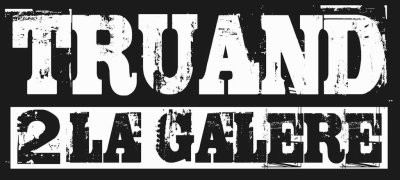
Logo de Truand 2 la Galère.

Avant de s'essayer au rap, il tient un stand de tee-shirts au marché aux puces de Saint-Ouen. En 2007, Morsay et près de 50 de ses collaborateurs font une descente dans les locaux de la station de radio Skyrock après que l'animateur Difool se soit moqué de la sœur d'un vendeur de la boutique du rappeur.
Après un premier album solo, Morsay rejoint son frère Zehef pour Cli-Cli Notre Plaque Tournante, auto-produit par le duo en 2009 (Cli Cli étant un surnom du quartier de Clignancourt, dans lequel se situent les puces de Saint-Ouen). Il crée le collectif de rap Truand 2 la Galère, auquel il consacre une ligne de t-shirts qu'il écoule via son magasin des puces.
Plus que par sa production musicale, Morsay se fait connaître en suscitant des buzz sur Internet. Par le biais de diverses vidéos, Morsay multiplie en effet les déclarations provocantes, les assertions difficilement vérifiables sur sa carrière dans les affaires (il prétend ainsi avoir fait fortune en vendant des tee-shirts et des CD, et avoir soustrait son argent au fisc en le transférant en Algérie), et les injures à l'encontre de ceux qui le tournent en dérision ou doutent de son talent artistique, notamment la communauté des « noelistes » de Jeuxvideo.com ou le vidéaste d'extrême droite Vinceneil. Il explique au journal Le Monde que ses vidéos lui ont servi à s'en sortir et que sans elles il aurait peut-être « fini en prison pour de bon ». Sa notoriété sur le web en tant qu'habitué des « clash » lui vaut en 2009 de faire l'objet de menaces de mort de la part de détenus.
La sortie du titre Le son du Ter-Ter 2 en 2009 crée une controverse à cause du morceau J’ai 40 meufs, dont les paroles sont jugées intolérables par Frédéric Mitterrand, ministre français de la Culture, qui condamne l'incitation à la haine et à la violence : « Ce que le rappeur Morsay dit dans sa vidéo, en particulier contre les forces de l’ordre de notre pays, est intolérable,. »
En 2012, Morsay attire l'attention de certains journaux,, en soutenant la campagne de l'écrivain Mickael Korvin, qui tient comme lui un stand aux puces de Saint-Ouen, pour obtenir un siège à l'Académie française. Korvin et Morsay apparaissent ensemble dans une vidéo promotionnelle, dans laquelle le rappeur injurie Erik Orsenna en le menaçant de violences sexuelles. La même année, il poursuit une pseudo-candidature à l'élection présidentielle française de 2012.
Lors des élections législatives de 2017, il soutient le candidat PS Alexis Bachelay.
En décembre 2021, il annonce sa candidature à l'élection présidentielle française de 2022 et prône l'abolition de la prison.

## Instrumentalisation par l'extrême droite
En 2012, dans une interview de Morsay pour le site Canal Street, le journaliste Mouloud Achour note que les vidéos du rappeur sont souvent partagées sur des sites d'extrême droite comme Fdesouche afin d'entretenir une image négative des banlieues.
Le 27 septembre 2018, dans le sillage de l'affaire Nick Conrad, le journaliste David Doucet déclare sur France Inter et dans un article paru dans Les Inrocks que Morsay était un rappeur inconnu monté en épingle par la fachosphère.

## Albums
- 2008 : Le son du Ter-Ter
- 2008 : Zehef, les élites du rap
- 2009 : Cli-Cli, notre plaque tournante
- 2009 : Le son du Ter-Ter 2
- 2010 : Le son du Ter-Ter 3
- 2011 : Truand d'la Galère l'inconscience
- 2011 : Après la haine, la vengeance
- 2014 : Le Son du Ter-Ter 4
- 2016 : Baise tous les racistes du monde

## Filmographie

### En tant que réalisateur
- 2012 : La Vengeance
- 2020 : La Vengeance 2
- 2021 : La Vengeance 3
- 2022 : Le Sourire de la peur

### En tant qu'acteur
- 2012 : La Vengeance
- 2012 : La Face cachée de Morsay (documentaire)
- 2013 : Street Life (websérie)
- 2014 : Kopp, chapitre 2
- 2015 : Halal police cacher (websérie)
- 2018 : Bienvenue chez les Belges (websérie)
- 2019 : Regis Prod
- 2020 : La Vengeance 2
- 2021 : La Vengeance 3
- 2022 : Le Sourire de la peur